# Friday the 13th (videogioco 1989)
Friday the 13th è un videogioco pubblicato nel 1989 per NES. Il videogioco è ispirato alla serie di film Venerdì 13.
Non ha legami con il Friday the 13th uscito nel 1986 per home computer.

## Trama
Il gioco è ambientato nel “Camp Crystal Lake” come nella saga cinematografica e lo scopo del gioco è quello di difendere i bambini presenti nel campeggio da Jason Voorhees che bisognerà sconfiggere battendolo in varie occasioni. Il giocatore dovrà visitare varie ambientazioni del campeggio, evitare o uccidere zombie che sbucano da sottoterra, reperire armi e visitare i vari capanni all’interno dei quali potrebbe nascondersi Jason.

## Comandi di gioco

### All’aria aperta (Suolo)
- Pulsantiera sinistra, pulsantiera destra = muoversi a sinistra e a destra.
- Pulsantiera su, pulsantiera giù (in prossimità di un sentiero) = imboccare un sentiero.
- A = saltare.
- B = attaccare.
- Start = visualizzare la mappa di Crystal Lake.